# Filamine
Les filamines sont une classe de protéines se fixant sur l'actine, permettant de stabiliser sa structure tridimensionnelle. Il s'agit de l'assemblage d'un homodimère. 
Elles ont un rôle dans la signalisation cellulaire et dans l'embryogenèse. les filamines induisent la formation d'un réseau lâche de filaments d'actine (au contraire de la fimbrine qui induit un réseau très dense d'actine). 
Il en existe plusieurs types :
- filamine A, la principale isoforme ;
- filamine B ;
- filamine C.